# Diarsia mendica
Diarsia mendica là một loài bướm đêm trong họ Noctuidae.

## Hình ảnh

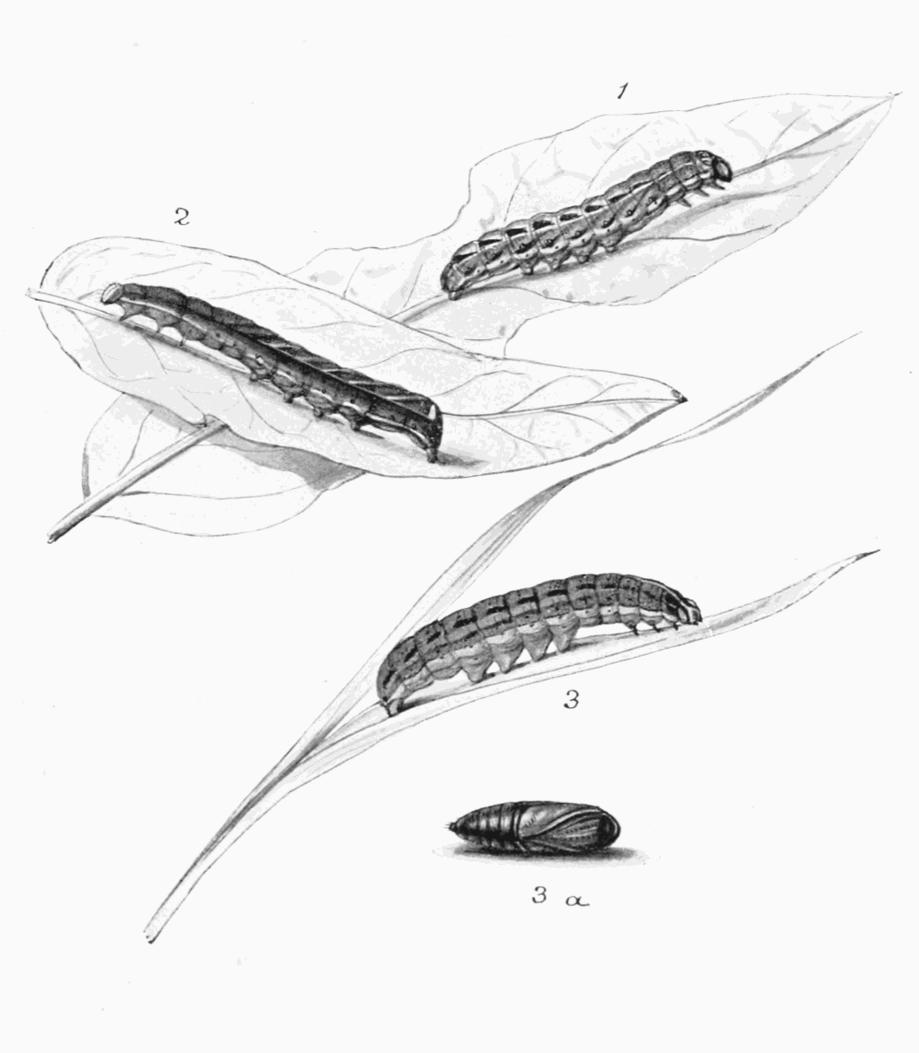
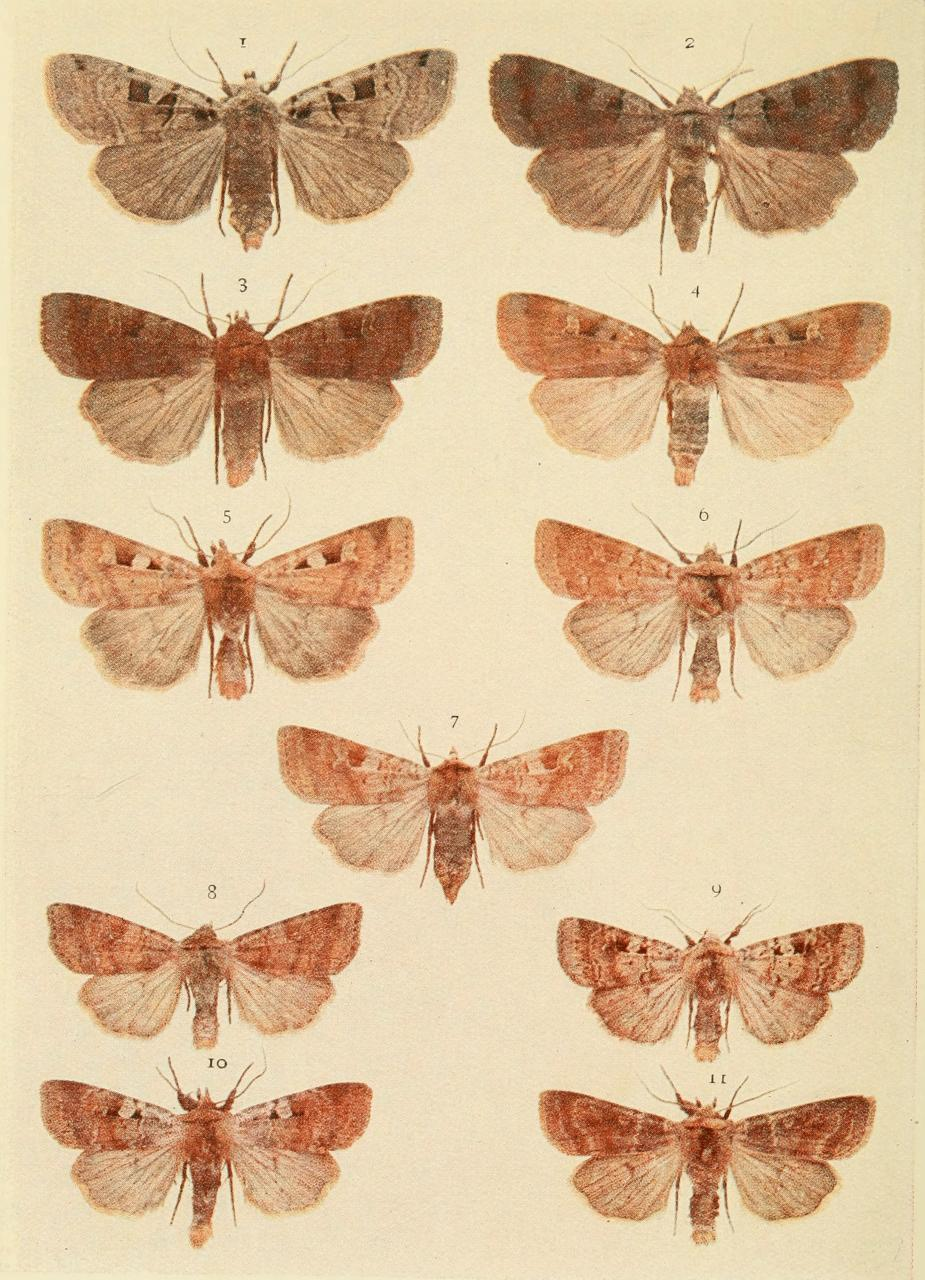